# Lloyd's of London
Pour les articles homonymes, voir Lloyd.
Ne doit pas être confondu avec Lloyds Banking Group.

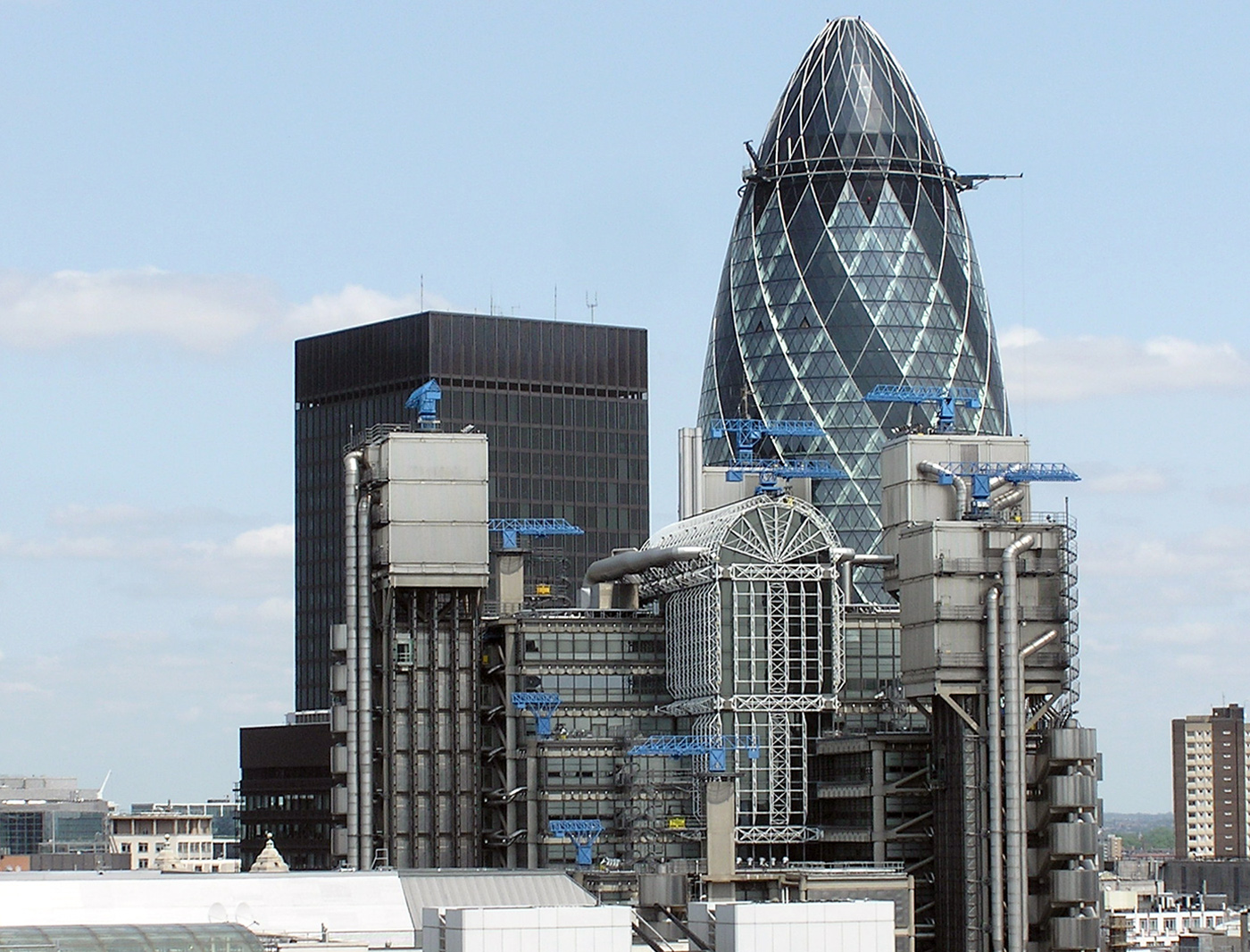
Le Lloyd’s Building avec la Swiss Re Tower en arrière-plan.

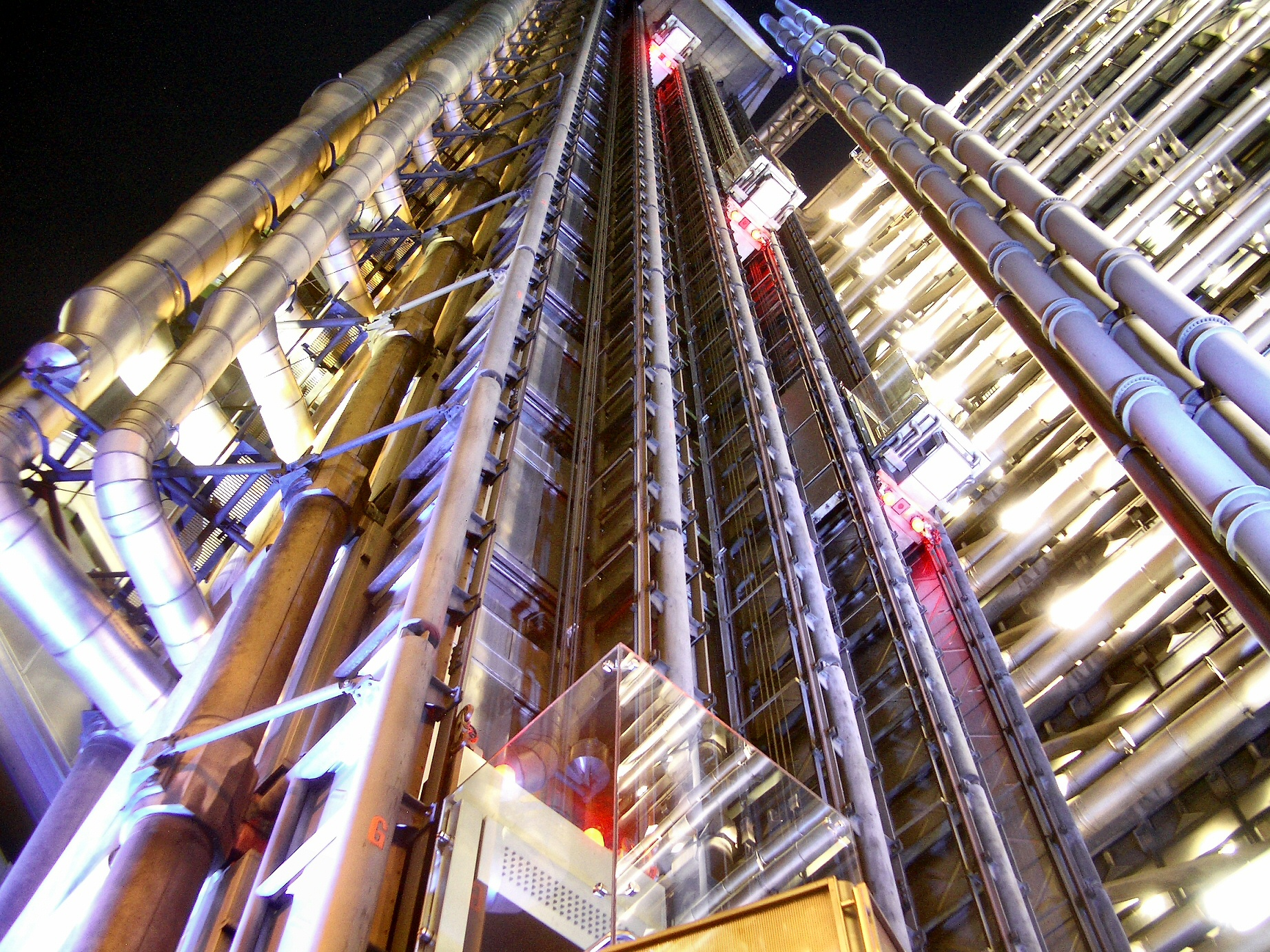
Le Lloyd’s Building, de nuit, vu de la rue.

Le Lloyd's of London est un marché de l'assurance britannique créé en 1688, dans lequel des assureurs (les « membres ») qu'ils soient personnes physiques (traditionnellement connus sous l'appellation de Names (« noms »)) ou personnes morales se réunissent pour assurer des risques conjointement. Contrairement à la plupart de ses concurrents du marché de la réassurance, la Lloyd's n'est pas une société commerciale mais une bourse, établie légalement par le Lloyd's Act en 1871.
Son nom vient du fait que les membres de l'industrie du commerce maritime se rencontraient au Lloyd's Coffee House sur Tower Street pour y discuter entre eux de contrats d'assurance.
En 1936 au cinéma Le Pacte, un film américain en noir et blanc réalisé par Henry King, qui revient sur l'histoire de cette société.
En 2013, Inga Beale est devenue la première femme PDG des Lloyd's,.

## Rôle dans l'esclavage
Le Lloyd's est dès son ouverture impliqué dans l’esclavage et génère six millions de livres [environ 500 millions d’euros aujourd’hui] de primes d’assurance par an en moyenne à la fin du XVIIIe siècle. 
Dans bien des cas, les négriers jetèrent à la mer des esclaves malades pour toucher l'assurance. Les esclaves qui mouraient à bord n’étaient pas couverts par l’assurance au contraire de ceux jetés par-dessus bord « afin de protéger la sécurité du bateau », A Londres, où des esclaves tentaient régulièrement de s’enfuir des bateaux qui sont à quai, le café d’Edward Lloyd semble avoir été un lieu incontournable pour leur recherche. Celui-ci est régulièrement mentionné dans la London Gazette comme un lieu pour aller récupérer un asservi. Ainsi, en 1761, après deux évasions, une petite annonce est passée dans ce journal : « Quiconque pourra donner des informations sur les nègres précités à Gustavus Barton, au café de Lloyd, afin de les appréhender, recevra une récompense de quatre guinées ainsi que leurs frais. »  
L’institution présente des excuses officielles pour son rôle dans l'esclavage en juin 2020 à la suite des manifestations du mouvement Black Lives Matter et à des actions de vandalisme sur des statues à l'effigie de personnalités esclavagistes.